# Auzay
Auzay je francouzská obec v departementu Vendée v regionu Pays de la Loire. V roce 2015 zde žilo 658 obyvatel.

## Vývoj počtu obyvatel
Počet obyvatel 